# Tim Moore (saltador)
Patrick Timothy Moore –conocido como Tim Moore– (Columbus, 17 de septiembre de 1953) es un deportista estadounidense que compitió en saltos de trampolín y plataforma. Ganó dos medallas en los Juegos Panamericanos de 1975.

## Palmarés internacional
| Juegos Panamericanos | Juegos Panamericanos      | Juegos Panamericanos | Juegos Panamericanos |
| Año                  | Lugar                     | Medalla              | Prueba               |
| -------------------- | ------------------------- | -------------------- | -------------------- |
| 1975                 | Ciudad de México (México) | Medalla de oro       | Trampolín 3 m        |
| 1975                 | Ciudad de México (México) | Medalla de plata     | Plataforma 10 m      |